# この闇を照らす光のむこうに
『この闇を照らす光のむこうに』（このやみをてらすひかりのむこうに）は、Anly+スキマスイッチ=名義でリリースされたAnlyとスキマスイッチのコラボレーション・シングル。2017年3月1日に発売された。
両アーティストにとって初のコラボシングルとなる。

## 収録曲
CD
1. この闇を照らす光のむこうに [5:22]
作詞・作曲：Anly・大橋卓弥・常田真太郎、編曲：大橋卓弥・常田真太郎
  - 日本テレビ系日曜ドラマ『視覚探偵 日暮旅人』主題歌[3]
2. イギリス [4:04]
作詞・作曲：Anly、編曲：河野圭
3. カラノココロ Acoustic Version [2:56]
作詞・作曲：Anly
4. この闇を照らす光のむこうに -instrumental-

DVD
1. この闇を照らす光のむこうに Music Video
2. Making of この闇を照らす光のむこうに

## 参加ミュージシャン
この闇を照らす光のむこうに
- Anly、大橋卓弥：Vocal, Chorus, Acoustic Guitar
- 常田真太郎：Piano
- 石成正人：Acoustic Guitar, Electric Guitar
- 種子田健：Electric Bass
- 伊藤大地：Drums
- 弦一徹ストリングス：Strings

イギリス
- Anly：Vocal, Acoustic Guitar
- 河野圭：Keyboards
- 伊藤大地：Drums
- 山口寛雄：Bass
- 黒田晃年：Guitars

カラノココロ (Acoustic Version)
- Anly：Vocal, Acoustic Guitar